# Критична инфраструктура
Критична инфраструктура е система от съоръжения, услуги и информационни системи, чието спиране, неизправно функциониране или разрушаване би имало сериозно негативно въздействие върху здравето и безопасността на населението, околната среда, националното стопанство или върху ефективното функциониране на държавното управление.
Критичната инфраструктура система от елементи, намиращи се на територията на дадена държава, които са от основно значение за поддържането на жизненоважни обществени функции, здраве, безопасност, сигурност, икономическо или социално благосъстояние на населението, и чието нарушаване или унищожаване би имало значителни последици в дадената държава в резултат на невъзможността да се запазят тези функции. По произход е само една (в единствено число), но често погрешно се поставя в множествено число, което се дължи на погрешното схващане, че щом има много елементи, то има и много инфраструктури.